# Fernando Redondo
Fernando Carlos Redondo Neri (Buenos Aires, 6 giugno 1969) è un ex calciatore argentino, di ruolo centrocampista.

## Biografia
Anche il figlio Federico, nato nel 2003, ha intrapreso una carriera da calciatore professionista, iniziando a giocare nella stessa squadra con cui aveva esordito il padre, l'Argentinos Juniors.

## Carriera

### Club
Redondo cresce calcisticamente nell'Argentinos Juniors per poi trasferirsi in Europa ed accasarsi al Tenerife in Spagna. Dopo quattro stagioni passa al Real Madrid nella stagione 1994-1995. Con le merengues Redondo vince due campionati spagnoli (1994-1995 e 1996-1997), due Champions League (1997-1998 e 1999-2000) e una Coppa Intercontinentale (1998); nell'edizione 1999-2000 della Champions League viene eletto miglior giocatore del torneo.
Nell'estate del 2000 Redondo passa al Milan dopo una controversa trattativa per la cifra di 35 miliardi di lire, ma un serio infortunio durante il precampionato lo costringe a rimanere lontano dai campi di gioco per molto tempo. Dopo lo sfortunato episodio chiese ed ottenne dalla società milanista di non percepire lo stipendio fino al giorno del suo rientro in campo.
Lascia il club rossonero al termine della stagione 2003-2004 dopo aver conquistato Champions League e Coppa Italia nel 2003 e scudetto nel 2004, pur giocando pochissimi spezzoni di partita. Questa data coincide col suo ritiro dal calcio.

### Nazionale
Nella nazionale argentina conta 29 presenze e una rete, ma il suo rapporto con la selezione Albiceleste è altalenante: dopo aver saltato il campionato del mondo 1990, declinando la convocazione di Carlos Bilardo, vince la Coppa re Fahd 1992 e la Copa América 1993 durante la gestione di Alfio Basile; viene quindi convocato da Basile per il campionato del mondo 1994, al termine del quale viene estromesso dal nuovo commissario tecnico Daniel Passarella. Torna brevemente in nazionale nel 1999, convocato da Marcelo Bielsa.

## Statistiche

### Presenze e reti nei club
| Stagione              | Squadra               | Campionato            | Campionato | Campionato | Coppe nazionali | Coppe nazionali | Coppe nazionali | Coppe continentali | Coppe continentali | Coppe continentali | Altre coppe | Altre coppe | Altre coppe | Totale | Totale |
| Stagione              | Squadra               | Comp                  | Pres       | Reti       | Comp            | Pres            | Reti            | Comp               | Pres               | Reti               | Comp        | Pres        | Reti        | Pres   | Reti   |
| --------------------- | --------------------- | --------------------- | ---------- | ---------- | --------------- | --------------- | --------------- | ------------------ | ------------------ | ------------------ | ----------- | ----------- | ----------- | ------ | ------ |
| 1985-1986             | Argentinos Juniors    | PD                    | 1          | 0          | -               | -               | -               | CL                 | ?                  | ?                  | CI          | 0           | 0           | 1      | 0      |
| 1986-1987             | Argentinos Juniors    | PD                    | 0          | 0          | -               | -               | -               | -                  | -                  | -                  | CIntra      | ?           | ?           | ?      | ?      |
| 1987-1988             | Argentinos Juniors    | PD                    | 14         | 0          | -               | -               | -               | -                  | -                  | -                  | SSud        | 2           | 0           | 16     | 0      |
| 1988-1989             | Argentinos Juniors    | PD                    | 36         | 0          | -               | -               | -               | -                  | -                  | -                  | -           | -           | -           | 36     | 0      |
| 1989-1990             | Argentinos Juniors    | PD                    | 14         | 1          | -               | -               | -               | -                  | -                  | -                  | SSud        | ?           | ?           | 14     | 1      |
| Totale Argentinos Jrs | Totale Argentinos Jrs | Totale Argentinos Jrs | 65         | 1          |                 | -               | -               |                    | ?                  | ?                  |             | 2+          | 0+          | 67+    | 1+     |
| 1990-1991             | Tenerife              | PD                    | 23         | 1          | CR              | 0               | 0               | -                  | -                  | -                  | -           | -           | -           | 23     | 1      |
| 1991-1992             | Tenerife              | PD                    | 32         | 2          | CR              | 0               | 0               | -                  | -                  | -                  | -           | -           | -           | 32     | 2      |
| 1992-1993             | Tenerife              | PD                    | 20         | 4          | CR              | 0               | 0               | -                  | -                  | -                  | -           | -           | -           | 20     | 4      |
| 1993-1994             | Tenerife              | PD                    | 28         | 1          | CR              | 0               | 0               | CU                 | 4                  | 0                  | -           | -           | -           | 32     | 1      |
| Totale Tenerife       | Totale Tenerife       | Totale Tenerife       | 103        | 8          |                 | 0               | 0               |                    | 4                  | 0                  |             | -           | -           | 107    | 8      |
| 1994-1995             | Real Madrid           | PD                    | 23         | 1          | CR              | 0               | 0               | CU                 | 3                  | 1                  | -           | -           | -           | 26     | 2      |
| 1995-1996             | Real Madrid           | PD                    | 23         | 2          | CR              | 2               | 0               | UCL                | 4                  | 0                  | SS          | 1           | 0           | 30     | 2      |
| 1996-1997             | Real Madrid           | PD                    | 33         | 1          | CR              | 6               | 0               | -                  | -                  | -                  | -           | -           | -           | 39     | 1      |
| 1997-1998             | Real Madrid           | PD                    | 33         | 0          | CR              | 2               | 0               | UCL                | 11                 | 0                  | SS          | 0           | 0           | 46     | 0      |
| 1998-1999             | Real Madrid           | PD                    | 23         | 0          | CR              | 2               | 0               | UCL                | 7                  | 0                  | SU+CInt     | 1+1         | 0+0         | 34     | 0      |
| 1999-2000             | Real Madrid           | PD                    | 30         | 0          | CR              | 5               | 0               | UCL                | 15                 | 0                  | Cmc         | 3           | 0           | 53     | 0      |
| Totale Real Madrid    | Totale Real Madrid    | Totale Real Madrid    | 165        | 4          |                 | 17              | 0               |                    | 40                 | 1                  |             | 6           | 0           | 228    | 5      |
| 2000-2001             | Milan                 | A                     | 0          | 0          | CI              | 0               | 0               | UCL                | 0                  | 0                  | -           | -           | -           | 0      | 0      |
| 2001-2002             | Milan                 | A                     | 0          | 0          | CI              | 0               | 0               | CU                 | 0                  | 0                  | -           | -           | -           | 0      | 0      |
| 2002-2003             | Milan                 | A                     | 8          | 0          | CI              | 6               | 0               | UCL                | 5                  | 0                  | -           | -           | -           | 19     | 0      |
| 2003-2004             | Milan                 | A                     | 8          | 0          | CI              | 5               | 0               | UCL                | 1                  | 0                  | SI+SU+CInt  | 0+0+0       | 0           | 14     | 0      |
| Totale Milan          | Totale Milan          | Totale Milan          | 16         | 0          |                 | 11              | 0               |                    | 6                  | 0                  |             | 0           | 0           | 33     | 0      |
| Totale carriera       | Totale carriera       | Totale carriera       | 349        | 13         |                 | 28              | 0               |                    | 50+                | 1+                 |             | 8+          | 0+          | 435+   | 14+    |

### Cronologia presenze e reti in nazionale
| Cronologia completa delle presenze e delle reti in nazionale ― Argentina | Cronologia completa delle presenze e delle reti in nazionale ― Argentina | Cronologia completa delle presenze e delle reti in nazionale ― Argentina | Cronologia completa delle presenze e delle reti in nazionale ― Argentina | Cronologia completa delle presenze e delle reti in nazionale ― Argentina | Cronologia completa delle presenze e delle reti in nazionale ― Argentina | Cronologia completa delle presenze e delle reti in nazionale ― Argentina | Cronologia completa delle presenze e delle reti in nazionale ― Argentina |
| Data                                                                     | Città                                                                    | In casa                                                                  | Risultato                                                                | Ospiti                                                                   | Competizione                                                             | Reti                                                                     | Note                                                                     |
| ------------------------------------------------------------------------ | ------------------------------------------------------------------------ | ------------------------------------------------------------------------ | ------------------------------------------------------------------------ | ------------------------------------------------------------------------ | ------------------------------------------------------------------------ | ------------------------------------------------------------------------ | ------------------------------------------------------------------------ |
| 18-6-1992                                                                | Buenos Aires                                                             | Argentina                                                                | 2 – 0                                                                    | Australia                                                                | Amichevole                                                               | -                                                                        |                                                                          |
| 16-10-1992                                                               | Riad                                                                     | Argentina                                                                | 4 – 0                                                                    | Costa d'Avorio                                                           | Coppa re Fahd 1992 - Semifinale                                          | -                                                                        |                                                                          |
| 20-10-1992                                                               | Riad                                                                     | Argentina                                                                | 3 – 1                                                                    | Arabia Saudita                                                           | Coppa re Fahd 1992 - Finale                                              | -                                                                        |                                                                          |
| 26-11-1992                                                               | Buenos Aires                                                             | Argentina                                                                | 2 – 0                                                                    | Polonia                                                                  | Amichevole                                                               | -                                                                        |                                                                          |
| 17-6-1993                                                                | Guayaquil                                                                | Argentina                                                                | 1 – 0                                                                    | Bolivia                                                                  | Coppa America 1993 - 1º turno                                            | -                                                                        |                                                                          |
| 20-6-1993                                                                | Guayaquil                                                                | Argentina                                                                | 1 – 1                                                                    | Messico                                                                  | Coppa America 1993 - 1º turno                                            | -                                                                        | 81’                                                                      |
| 23-6-1993                                                                | Guayaquil                                                                | Argentina                                                                | 1 – 1                                                                    | Colombia                                                                 | Coppa America 1993 - 1º turno                                            | -                                                                        | 49’                                                                      |
| 1-7-1993                                                                 | Guayaquil                                                                | Argentina                                                                | 0 – 0 (6 – 5 dtr)                                                        | Colombia                                                                 | Coppa America 1993 - Semifinale                                          | -                                                                        |                                                                          |
| 4-7-1993                                                                 | Guayaquil                                                                | Argentina                                                                | 2 – 1                                                                    | Messico                                                                  | Coppa America 1993 - Finale                                              | -                                                                        | [ 8 ]                                                                    |
| 1-8-1993                                                                 | Lima                                                                     | Perù                                                                     | 0 – 1                                                                    | Argentina                                                                | Qual. Mondiali 1994                                                      | -                                                                        |                                                                          |
| 8-8-1993                                                                 | Asunción                                                                 | Paraguay                                                                 | 1 – 3                                                                    | Argentina                                                                | Qual. Mondiali 1994                                                      | 1                                                                        |                                                                          |
| 15-8-1993                                                                | Barranquilla                                                             | Colombia                                                                 | 2 – 1                                                                    | Argentina                                                                | Qual. Mondiali 1994                                                      | -                                                                        |                                                                          |
| 22-8-1993                                                                | Buenos Aires                                                             | Argentina                                                                | 2 – 1                                                                    | Perù                                                                     | Qual. Mondiali 1994                                                      | -                                                                        |                                                                          |
| 29-8-1993                                                                | Buenos Aires                                                             | Argentina                                                                | 0 – 0                                                                    | Paraguay                                                                 | Qual. Mondiali 1994                                                      | -                                                                        | 63’                                                                      |
| 5-9-1993                                                                 | Buenos Aires                                                             | Argentina                                                                | 0 – 5                                                                    | Colombia                                                                 | Qual. Mondiali 1994                                                      | -                                                                        |                                                                          |
| 31-10-1993                                                               | Sydney                                                                   | Australia                                                                | 1 – 1                                                                    | Argentina                                                                | Qual. Mondiali 1994                                                      | -                                                                        |                                                                          |
| 17-11-1993                                                               | Buenos Aires                                                             | Argentina                                                                | 1 – 0                                                                    | Australia                                                                | Qual. Mondiali 1994                                                      | -                                                                        |                                                                          |
| 23-3-1994                                                                | Recife                                                                   | Brasile                                                                  | 2 – 0                                                                    | Argentina                                                                | Amichevole                                                               | -                                                                        |                                                                          |
| 18-5-1994                                                                | Santiago del Cile                                                        | Cile                                                                     | 3 – 3                                                                    | Argentina                                                                | Amichevole                                                               | -                                                                        | 46’                                                                      |
| 25-5-1994                                                                | Guayaquil                                                                | Ecuador                                                                  | 1 – 0                                                                    | Argentina                                                                | Amichevole                                                               | -                                                                        |                                                                          |
| 31-5-1994                                                                | Ramat Gan                                                                | Israele                                                                  | 0 – 3                                                                    | Argentina                                                                | Amichevole                                                               | -                                                                        |                                                                          |
| 4-6-1994                                                                 | Zagabria                                                                 | Croazia                                                                  | 0 – 0                                                                    | Argentina                                                                | Amichevole                                                               | -                                                                        |                                                                          |
| 21-6-1994                                                                | Boston                                                                   | Argentina                                                                | 4 – 0                                                                    | Grecia                                                                   | Mondiali 1994 - 1º turno                                                 | -                                                                        |                                                                          |
| 25-6-1994                                                                | Boston                                                                   | Argentina                                                                | 2 – 1                                                                    | Nigeria                                                                  | Mondiali 1994 - 1º turno                                                 | -                                                                        |                                                                          |
| 30-6-1994                                                                | Dallas                                                                   | Argentina                                                                | 0 – 2                                                                    | Bulgaria                                                                 | Mondiali 1994 - 1º turno                                                 | -                                                                        |                                                                          |
| 3-7-1994                                                                 | Pasadena                                                                 | Romania                                                                  | 3 – 2                                                                    | Argentina                                                                | Mondiali 1994 - Ottavi di finale                                         | -                                                                        |                                                                          |
| 31-8-1999                                                                | Amsterdam                                                                | Paesi Bassi                                                              | 1 – 1                                                                    | Argentina                                                                | Amichevole                                                               | -                                                                        |                                                                          |
| 4-9-1999                                                                 | Buenos Aires                                                             | Argentina                                                                | 1 – 0                                                                    | Brasile                                                                  | Copa Zero Hora                                                           | -                                                                        |                                                                          |
| 7-9-1999                                                                 | Porto Alegre                                                             | Brasile                                                                  | 4 – 2                                                                    | Argentina                                                                | Copa Zero Hora                                                           | -                                                                        |                                                                          |
| Totale                                                                   |                                                                          | Presenze                                                                 | 29                                                                       |                                                                          | Reti                                                                     | 1                                                                        |                                                                          |

## Palmarès

### Club

#### Competizioni nazionali
- Campionato spagnolo: 2

Real Madrid: 1994-1995, 1996-1997
- Supercoppa di Spagna: 1

Real Madrid: 1997
- Coppa Italia: 1

Milan: 2002-2003
- Campionato italiano: 1

Milan: 2003-2004

#### Competizioni internazionali
- UEFA Champions League: 3

Real Madrid: 1997-1998, 1999-2000
Milan: 2002-2003
- Coppa Intercontinentale: 1

Real Madrid: 1998
- Supercoppa UEFA: 1

Milan: 2003

### Nazionale
- Campionato sudamericano Under-16: 1

1985
- Confederations Cup: 1

1992
- Coppa America: 1

1993

### Individuale
- Squadra dell'anno ESM: 1

1997-1998
- UEFA Club Footballer of the Year: 1

1999-2000
- Candidato al Dream Team del Pallone d'oro (2020)